# Marion Greig
Pour les articles homonymes, voir Greig.
Marion Greig est une rameuse américaine née le 22 février 1954 à Hudson (New York).

## Biographie
Aux Championnats du monde d'aviron 1975 à Nottingham, Marion Greig se classe quatrième en quatre de couple. En 1976 à Montréal, elle fait partie du huit américain médaillé de bronze olympique.

## Palmarès
- Jeux olympiques d'été de 1976 à Montréal
  -  Médaille de bronze en huit